# Alchemilla calvifolia
Alchemilla calvifolia é uma espécie de rosácea do gênero Alchemilla, pertencente à família Rosaceae.